# Suzanne Girod

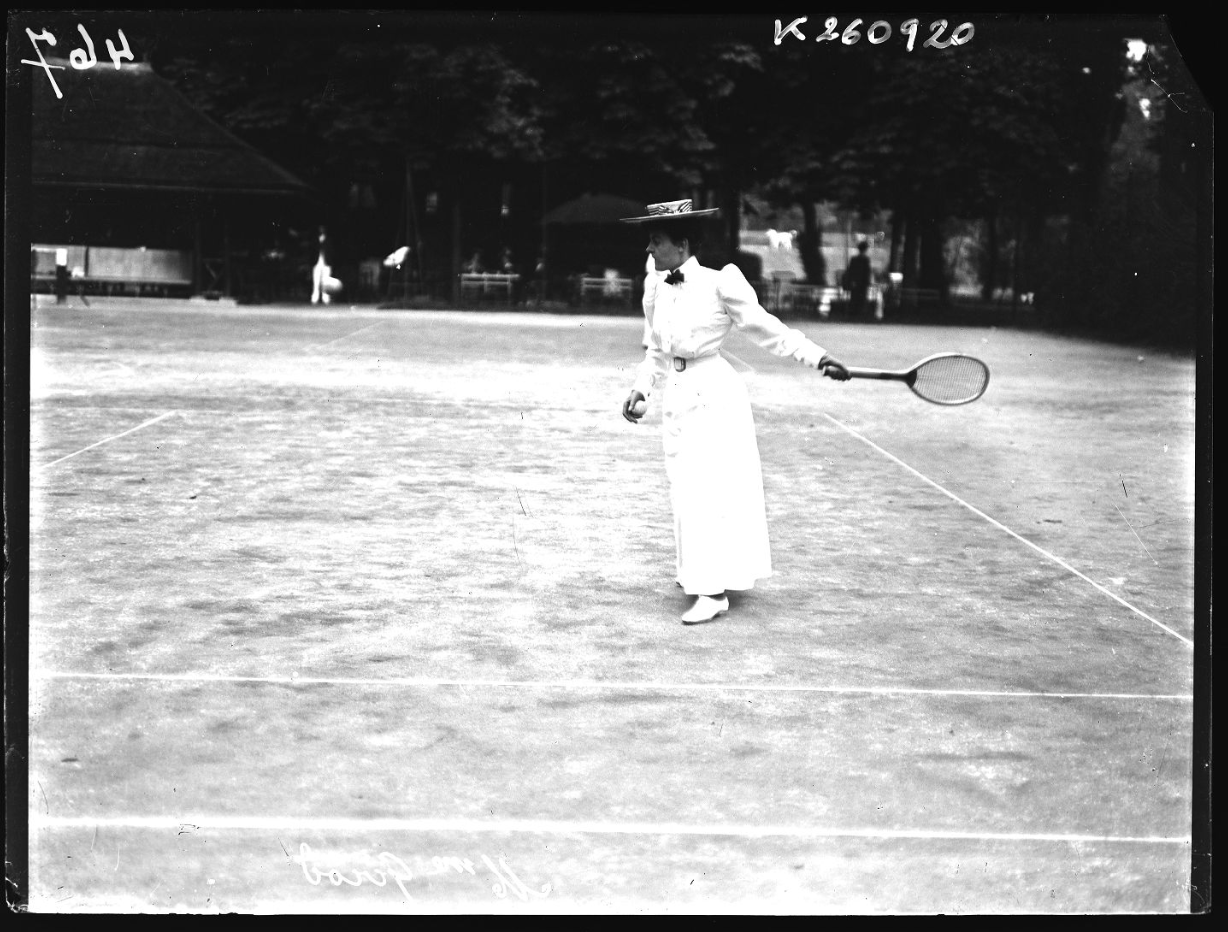
Suzanne Girod 1905

Suzanne Richardine Girod (* 8. Juli, 1871 in Paris als Suzanne Richardine Poirson; † 20. Oktober, 1926 ebenda) war eine französische Tennisspielerin zu Beginn des 20. Jahrhunderts. 

## Erfolge
Suzanne Girod gewann 1901 ihren einzigen großen Titel. Sie besiegte im Finale der französischen Tennismeisterschaften (heute French Open) die Französin Leroux mit 6:1 und 6:1. Girod trat damit die Nachfolge von Yvonne Prévost an, die im Vorjahr den Sieg errungen hatte. In den Jahren 1897 und 1902 erreichte sie das Endspiel in Paris, sie verlor dort jeweils gegen Adine Masson. 